# Американское математическое общество
Американское математическое общество (англ. American Mathematical Society) — ассоциация профессиональных математиков, нацеленная на развитие математической науки и поддержку математического образования. Издаёт научные журналы, организует конференции, ежегодно присуждает гранты и премии, оплачивает обучение одарённой молодёжи.
Создано в 1888 году в Нью-Йорке по инициативе Томаса Фиске по образу Лондонского математического общества, работа которого произвела большое впечатление на Фиске. Первым президентом был избран Джон Ховард Ван Амриндж, а Томас Фиске стал первым секретарём общества, он же стал редактором издаваемого обществом журнала. К 1894 году общество уже имело достаточно членов за пределами Нью-Йорка и получило современное название — Американское математическое общество.
В 1951 году штаб-квартира общества переведена в Провиденс (штат Род-Айленд).
Основные издания:
- Bulletin of the American Mathematical Society
- Electronic Research Announcements of the American Mathematical Society
- Journal of the American Mathematical Society[англ.]
- Memoirs of the American Mathematical Society[англ.]
- Notices of the American Mathematical Society
- Proceedings of the American Mathematical Society
- Transactions of the American Mathematical Society
- Mathematics of Computation[англ.]
- Conformal Geometry and Dynamics[англ.]
- Representation Theory

Также обществом регулярно выпускаются обзорные труды и монографии.
Обществом периодически вручаются награды, среди них — премия Веблена по геометрии; премия Коула; премия Стила; премия имени Бохера; премия Фалкерсона; гиббсовская лекция; премия Норберта Винера по прикладной математике.
Членство — свободное, платное, по состоянию на 2022 год ежегодный взнос составляет от $20 для математиков из развивающихся стран и $35 для студентов до $214 для учёных с высоким доходом. Ежегодно специальный комитет избирает несколько десятков «действительных членов» (англ. fellows) — членов общества, внёсших заметный вклад в науку, по состоянию на 2022 год в обществе 1625 действительных членов. Учёным, состоящим в сообществе более 50 лет, присваивается звание «почётного члена» (англ. honorary member).

## Президенты
Президент избирается сроком на два года без права переизбрания.
1888—1900
Джон Ховард Ван Амриндж (1888—1890, Нью-Йоркское математическое общество); Эмори Макклинток (1891—1894, Нью-Йоркское математическое общество); Джордж Уильям Хилл (1895—1896); Саймон Ньюком (1897—1898); Роберт Симпсон Вудворд (1899—1900)
1901—1950
Элиаким Гастингс Мур (1901—1902); Томас Фиске (1903—1904); Вильям Фог Осгуд (1905—1906); Генри Сили Уайт (1907—1908); Максим Бохер (1909—1910); Генри Беркард Файн (1911—1912); Эдвард Ван Флек (1913—1914); Эрнест Уильям Браун (1915—1916); Леонард Юджин Диксон (1917—1918); Франк Морли (1919—1920); Гильберт Эймс Блисс (1921—1922); Освальд Веблен (1923—1924); Джордж Дэвид Биркгоф (1925—1926); Вирджил Снайдер (1927—1928); Эрл Рэймонд Хедрик (1929—1930); Лютер Пфалер Эйзенхарт (1931—1932); Артур Байрон Кобль (1933—1934); Соломон Лефшец (1935—1936); Роберт Ли Мур (1937—1938); Гриффит Конрад Эванс (1939—1940); Марстон Морс (1941—1942); Маршалл Стоун (1943—1944); Теофил Хильдебрандт (1945—1946); Эйнар Хилле (1947—1948); Джозеф Леонард Уолш (1949—1950)
1950—2000
Джон фон Нейман (1951—1952); Гордон Вайбёрн (1953—1954); Рэймонд Луис Уайлдер (1955—1956); Ричард Брауэр (1957—1958); Эдвард Макшейн (1959—1960); Дин Монтгомери (1961—1962); Йозеф Лео Дуб (1963—1964); Абрахам Адриан Альберт (1965—1966); Чарльз Брэдфилд Моррей (1967—1968); Оскар Зарисский (1969—1970); Натан Джекобсон (1971—1972); Саундерс Маклейн (1973—1974); Липман Берс (1975—1976); Руперт Бинг (1977—1978); Питер Лакс (1979—1980); Эндрю Глизон (1981—1982); Джулия Робинсон (1983—1984); Ирвинг Капланский (1985—1986); Джордж Мостоу (1987—1988); Уильям Браудер (1989—1990); Майкл Артин (1991—1992); Рональд Грэм (1993—1994); Кэтлин Моравец (1995—1996); Артур Яффе (1997—1998); Феликс Браудер (1999—2000)
С 2001 года
Хайман Басс (2001—2002); Дэвид Эйзенбад (2003—2004); Джеймс Артур (2005—2006); Джеймс Глимм (2007—2008); Джордж Эндрюс (2009—2010), Эрик Фридландер (2011—2012), Дэвид Воган (2013—2014), Роберт Брайант (2015—2016), Кен Рибет (2017—2018), Джилл Пайфер (2019—2020), Рут Чарни (2021—2022).